# Mario H. Steinmetz
Mario H. Steinmetz (geboren 1965) ist ein deutscher Romanautor, der sich auf Horrorliteratur spezialisiert hat.

## Biografie
Mario H. Steinmetz lebt in Rheinland-Pfalz und arbeitet hauptberuflich als Programmierer. 2014 erschien mit dem dystopischen Roman Totes Land sein Romandebüt beim Mantikore-Verlag und wurde für den Deutschen Phantastik Preis und den RPC Fantasy Award nominiert. In der Folge erweiterte er Totes Land zu einer Trilogie und arbeitet sowohl an einem vierten Teil der Serie wie auch an einer Umsetzung der Geschichte als Spielbuch. Ab 2015 erschien zudem seine aus drei Romanen bestehende Dark-Fantasy-Serie Hell's Abyss um die gleichnamige Musikband beim Papierverzierer Verlag, wobei Hell's Abyss 1 - 666 ebenfalls für den Deutschen Phantastik Preis nominiert wurde und zusätzlich in einer Fetisch-Edition erschien. Ein weiterer Roman mit dem Titel The Wild Hunt schildert die Jagd nach einem Serienkiller in Louisiana.

## Veröffentlichungen
- Totes Land 1: Ausnahmezustand. Mantikore-Verlag, Frankfurt 2014. ISBN 978-3-939212-56-0

übersetzt als Dead Country 1 - State of Emergency. Mantikore-Verlag, Frankfurt 2016.
- Totes Land 2: Die Zuflucht. Mantikore-Verlag, Frankfurt 2014. ISBN 978-3-945493-02-1
- Totes Land 3: Der Bunker. Mantikore-Verlag, Frankfurt 2015. ISBN 978-3-939212-84-3
- Hell's Abyss 1 - 666. Papierverzierer Verlag, 2015
- Hell's Abyss 1 - 666. Fetsch Edition Papierverzierer Verlag, 2015
- Hell's Abyss 2 - Abaddon. Papierverzierer Verlag, 2016
- Hell's Abyss 3 - Armageddon. Papierverzierer Verlag, 2017
- The Wild Hunt Papierverzierer Verlag, 2017

## Belege
1. ↑  Mario H. Steinmetz beim Mantikore-Verlag; aufgerufen am 12. Februar 2018.
2. ↑  Bibliografie auf der Website von Mario H. Steinmetz; aufgerufen am 12. Februar 2018.

| Personendaten    | Personendaten        |
| ---------------- | -------------------- |
| NAME             | Steinmetz, Mario H.  |
| KURZBESCHREIBUNG | deutscher Romanautor |
| GEBURTSDATUM     | 1965                 |